# Hochschwarzwald (Landschaftsschutzgebiet, Schwarzwald-Baar-Kreis)
Das Gebiet Hochschwarzwald ist ein vom Landratsamt Hochschwarzwald am 10. Juli 1968 durch Verordnung ausgewiesenes Landschaftsschutzgebiet auf dem Gebiet der Stadt Vöhrenbach.

## Lage
Das Schutzgebiet liegt zwischen Furtwangen im Schwarzwald und Eisenbach ca. 4 km südwestlich von Vöhrenbach im Urachtal. Es umfasst die gesamte Gemarkung Urach sowie einen kleinen Teil der Gemarkung Hammereisenbach-Bregenbach.

## Landschaftscharakter
Das Urachtal ist ein schwarzwaldtypisches Wiesental, welches von den charakteristischen Schwarzwaldhöfen geprägt wird. Die Anhöhen sind von Nadelwäldern bestockt, im Tal befinden sich Wiesen, in Bachnähe auch Nasswiesen. Das Schutzgebiet wird von der Urach und ihren Zuflüssen entwässert. Im Osten des Gebiets befindet sich die Mündung der Urach in den Hammerbach.

## Zusammenhängende Schutzgebiete
Im Süden schließt das Landschaftsschutzgebiet Eisenbach an, im Westen grenzt es an das Landschaftsschutzgebiet Titisee-Neustadt. Der Nordteil des Landschaftsschutzgebiets überschneidet sich mit dem Vogelschutzgebiet Mittlerer Schwarzwald. Das Gebiet liegt im Naturpark Südschwarzwald.